# ARTE Creative
Lancée en février 2011, ARTE Creative est une plateforme participative dépendant de la chaîne de télévision Arte et consacrée à la culture contemporaine et à l'art numérique.

## Contexte et objectifs
Le média vise notamment les 20-30 ans et la « culture jeune » délaissant l'espace télévisuel au profit d'internet. En plus de mettre en avant certaines créations artistiques, Arte Creative a également pour objectif d'aider le financement de nouvelles œuvres.

## Contenu
La plateforme propose différents types de contenus :
- des contenus gérés par les utilisateurs (triés),
- des coproductions,
- des partenariats (notamment institutionnels, avec des festivals, des universités, etc.).

En septembre 2015, le média a connu un certain nombre de changements sous l'impulsion d'Alexander Knetig.

## Sources